# Schnee in Rio
Schnee in Rio ist ein deutscher Kurzfilm des Filmemacherduos Manuel Vogel und Konrad Simon aus dem Jahr 2014. Die Hauptrollen spielen Andreas Thiele, Erol Sander und Jil Funke. Seine Uraufführung hatte der Film auf den 48. Hofer Filmtagen 2014. Die Premiere im Fernsehen fand am 10. Juni 2015 im NDR statt.

## Handlung
Eine Nacht 1960: Ein Zug auf dem Weg durch den Eisernen Vorhang. Eigentlich sollte Sebastian ein Gemälde auf seinem Weg nach Prag begleiten. Doch als er einen Toten auf der Toilette findet, steckt er bereits mitten in der skurrilen Agentenwelt der 60er-Jahre. Um das Gemälde und sein Leben zu retten, muss er es mit dem schottischen Geheimagenten Richard Sterling ebenso aufnehmen wie mit der russischen Agentin Irina Romanova und dem berüchtigten Kunstdieb Roter Skorpion.

## Umsetzung

### Drehorte
Schnee in Rio wurde im November 2013 in historischen Wagons der Fränkischen Museumseisenbahn in Nürnberg gedreht. Die Aufnahmen für die Introsequenz im Stile eines alten James Bond Intros fanden in den Studios der Hochschule Macromedia in München statt.

### Filmmusik
Der Soundtrack des Films wurde von Jonas Grauer komponiert.
Der Titelsong The Way You Die ist an die alten James Bond Songs angelehnt und wurde von Jonas Grauer, Alice Merton und Konrad Simon geschrieben und von Laura Bellon eingesungen.

### Kameratechnik
Schnee in Rio wurde auf einer Red Epic Monochrome gedreht. Dabei handelt es sich um eine spezielle schwarz-weiß-Kamera des amerikanischen Herstellers RED. Die Kamera verfügt über einen 5K-Sensor ohne Bayer-Pattern, was sie deutlich lichtstärker macht und keine Auflösungsverluste durch De-Bayering verursacht.

## Fernsehausstrahlungen und Veröffentlichungen
Schnee in Rio wurde am 10. Juni 2015 vom NDR erstmals ausgestrahlt. Es folgten Fernsehausstrahlungen im Bayerischen Rundfunk sowie in der Sendung UNICATO im MDR.
Schnee in Rio wurde auf der DVD „Shocking Shorts“ im Zuge des Shocking Shorts Awards 2016 veröffentlicht und ist seitdem auch regelmäßig auf dem Pay-TV-Sender 13th Street, dem Partnersender von Shocking Shorts, zu sehen.
2018 wurde Schnee in Rio online bei Amazon Prime Video Deutschland veröffentlicht.

## Festivalteilnahmen (Auswahl)
- 48. Internationale Hofer Filmtage, Hof, 2014 (Weltpremiere)
- 20. Filmschau Baden-Württemberg, Stuttgart, 2014
- 36. Filmfestival Max Ophüls Preis, Saarbrücken, 2015
- 3. Genrenale Film Festival, Berlin, 2015
- 16. Landshuter Kurzfilmfestival, Landshut, 2015
- 18. Studio Hamburg Nachwuchspreis, Hamburg, 2015
- 17. Shocking Shorts Award, München, 2016

Quelle:

## Auszeichnungen (Auswahl)
- Golden Award, 14th International Student Film & Video Festival of Beijing Film Academy, Peking, 2015
- Best Student Film, 14th Tiburon International Film Festival, USA, 2015
- Special Jury Award, 48. Worldfest Houston, USA, 2015
- u.Kino Award, 4. u.Kino Kurzfilmfest, München, 2015
- 3rd Price Fictional Film Selection, 22. Openeyes Filmfest, Marburg, 2015
- Kurzfilmpreis, 4th Cinestrange Film Fest, Braunschweig, 2015
- Board Of Director's Award, 4th North Carolina Film Awards, USA, 2015

Quelle: